# Odelay
Odelay är det femte studioalbumet av den amerikanske musikern Beck, utgivet 1996. Det följde framgångsrikt upp genombrottsalbumet Mellow Gold och nådde 16:e plats på Billboard 200. Det belönades även med en Grammy för Best Alternative Music Performance. Fem singlar släpptes från albumet, "Where It's At", "Devils Haircut", "The New Pollution", "Sissyneck" och "Jack-Ass".
Albumet har sålt över 2 miljoner exemplar bara i USA. 

## Låtlista
Sida ett
1. "Devils Haircut" - 3:13
2. "Hotwax" - 3:52
3. "Lord Only Knows" - 4:14
4. "The New Pollution" - 3:39
5. "Derelict" - 4:11
6. "Novacane" - 4:38
7. "Jack-Ass" - 4:00

Sida två
1. "Where It's At" - 5:25
2. "Minus" - 2:32
3. "Sissyneck" - 4:02
4. "Readymade" - 2:43
5. "High 5 (Rock the Catskills)" - 4:10
6. "Ramshackle" - 4:49